# Samsung ATIV S
Il Samsung ATIV S è uno smartphone prodotto da Samsung annunciato il 30 agosto 2012 al IFA 2012 ed è stato messo in vendita a partire dal 29 ottobre dello stesso anno. È il primo dispositivo top di gamma della serie ATIV, ed è successore delle serie Omnia e Focus (quest'ultima distribuita solo in USA).

## Dettagli
Le nuove caratteristiche che Samsung ha introdotto includono:  esistono le versioni 16GB e 32GB e tramite una microSDHC si possono aggiungere altri 32GB.  Le dimensioni sono 137.2 x 70.5 x 8.7 mm per un peso di 135 grammi ed è equipaggiato con una batteria lithium-ion da 2300 mAh. Lo schermo usato è un Corning Gorilla Glass 2.